# 紫台蔗茅
紫台蔗茅（学名：Erianthus formosanus var. pollinioides）为禾本科蔗茅属下的一个变种。

## 扩展阅读
- 維基物種上的相關：紫台蔗茅